# Stockholms Bomullsspinneri- och Väfveri AB

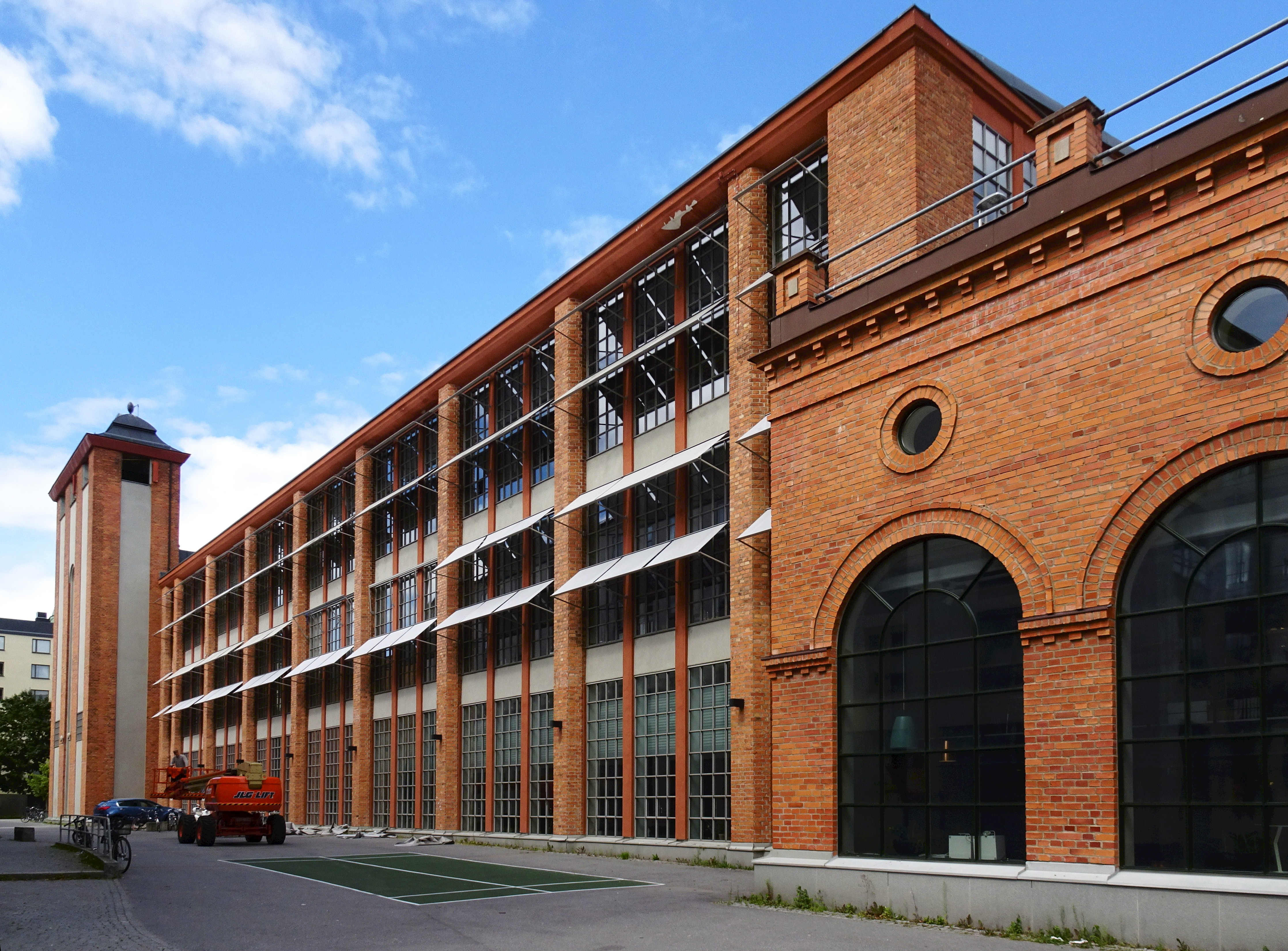
Fabriksanläggningen i Stockholm, 2016.

Stockholms Bomullsspinneri och Väfveri AB, senare STOBO, var ett företag som tillverkade bomullsgarn, bomulls-, volagne- och sidentyger, segelduk, strumpor, trikåvaror med mera. Bolaget ägde även Hargs fabrikers AB i Nyköping.

## Historia

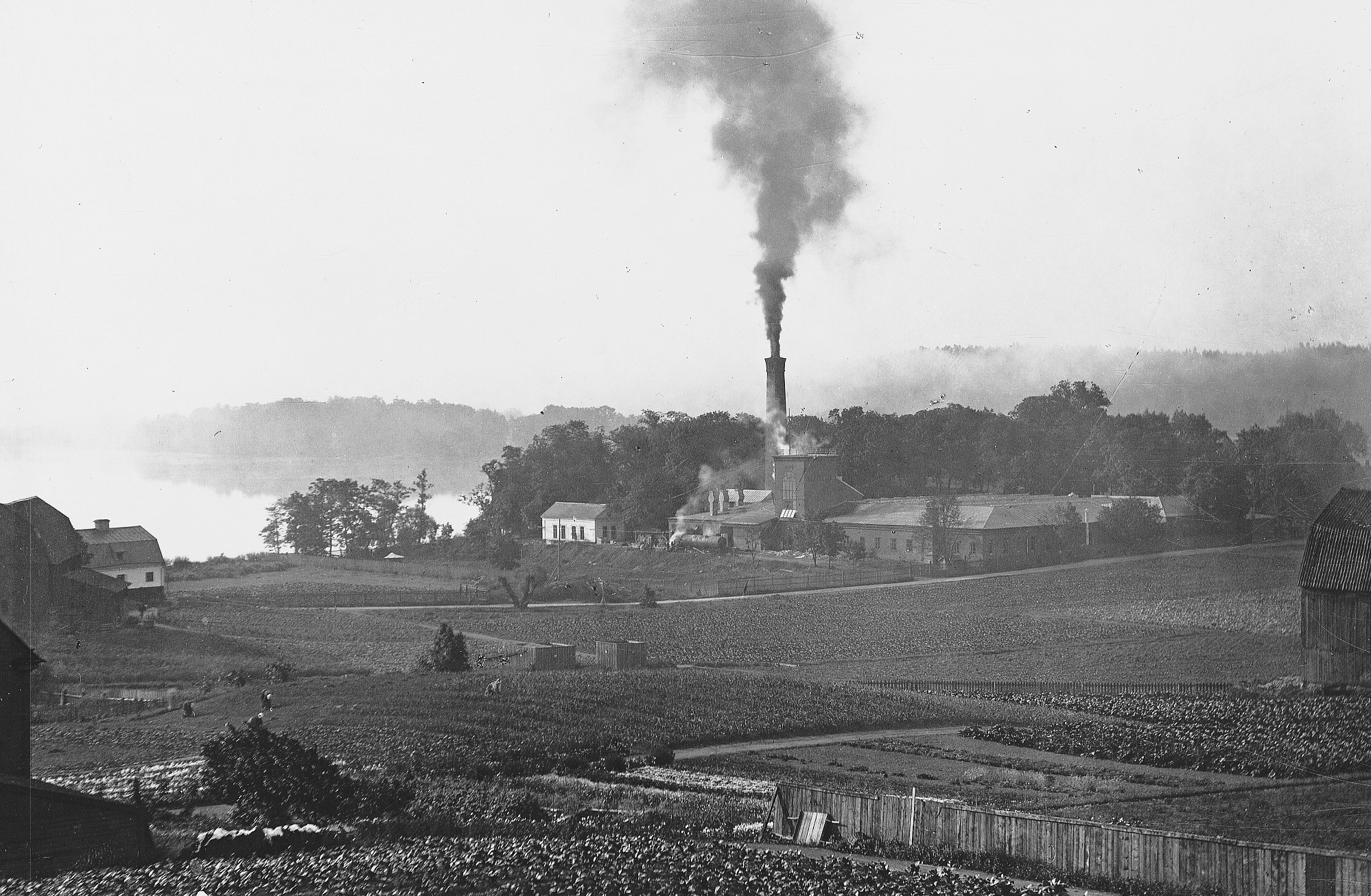
Stockholms bomullsspinneri 1895.

Företaget grundades 1869. Första ordföranden blev Lars Johan Hierta som också tecknade en betydande aktiepost. Företaget drev verksamhet på Barnängen på Södermalm från 1869 fram till 1952. I Barnängsfabriken drevs bomullsspinneri, väveri, sidenväveri och beredningsarbeten. Företaget hade färgeri, blekeri och trikåfabrik i Liljeholmen. År 1884 köptes ett bomullsspinneri i Torshag vid Åby. En ny fabriksbyggnad uppfördes 1916–1917 på Barnängen, arkitekt Cyrillus Johansson. År 1946 hade företaget 1000 anställda industriarbetare .
1952 lades verksamheten på Barnängen ner och bomullsspinneriverksamheten flyttades till Torshagsfabriken medan ett nytt sidenväveri startades i Sölvesborg. Under 1950-talet satsade bolaget på förnyelse i mönsterproduktionen, och anställde Göta Trägårdh som konstnärlig ledare. Verksamheten i Torshag lades ner 1961, undantaget ett färgeri som då flyttades från Liljeholmen, och vars drift fortsatte till 1979. Den mer konstnärliga delen lades ner 1964 då marknadsframgångarna uteblivit.

## Fabriksanläggningen i Stockholm
Hus nr 1 i kvarteret Barnängen i Stockholm förvärvades 1952 av T-Tryck AB för tryckning av tidningen Morgon-Tidningen, och Kooperativa bokbinderiet. 1954 byggdes det före detta spinneriet om till sätteri och 1960 flyttade Televerket in på plan 3. Byggnaden som ritades av Cyrillus Johansson bedömdes ha högt kulturhistoriskt värde och fick q-märkning i stadsplanen. Ombyggnad till kontor gjordes i början av 2000-talet och idag finns en rad olika företag och kommunala tjänster i huset. De övriga industribyggnaderna revs år 2000 och i stället uppfördes bostäder ritade av arkitektfirman FFNS.

## Bilder

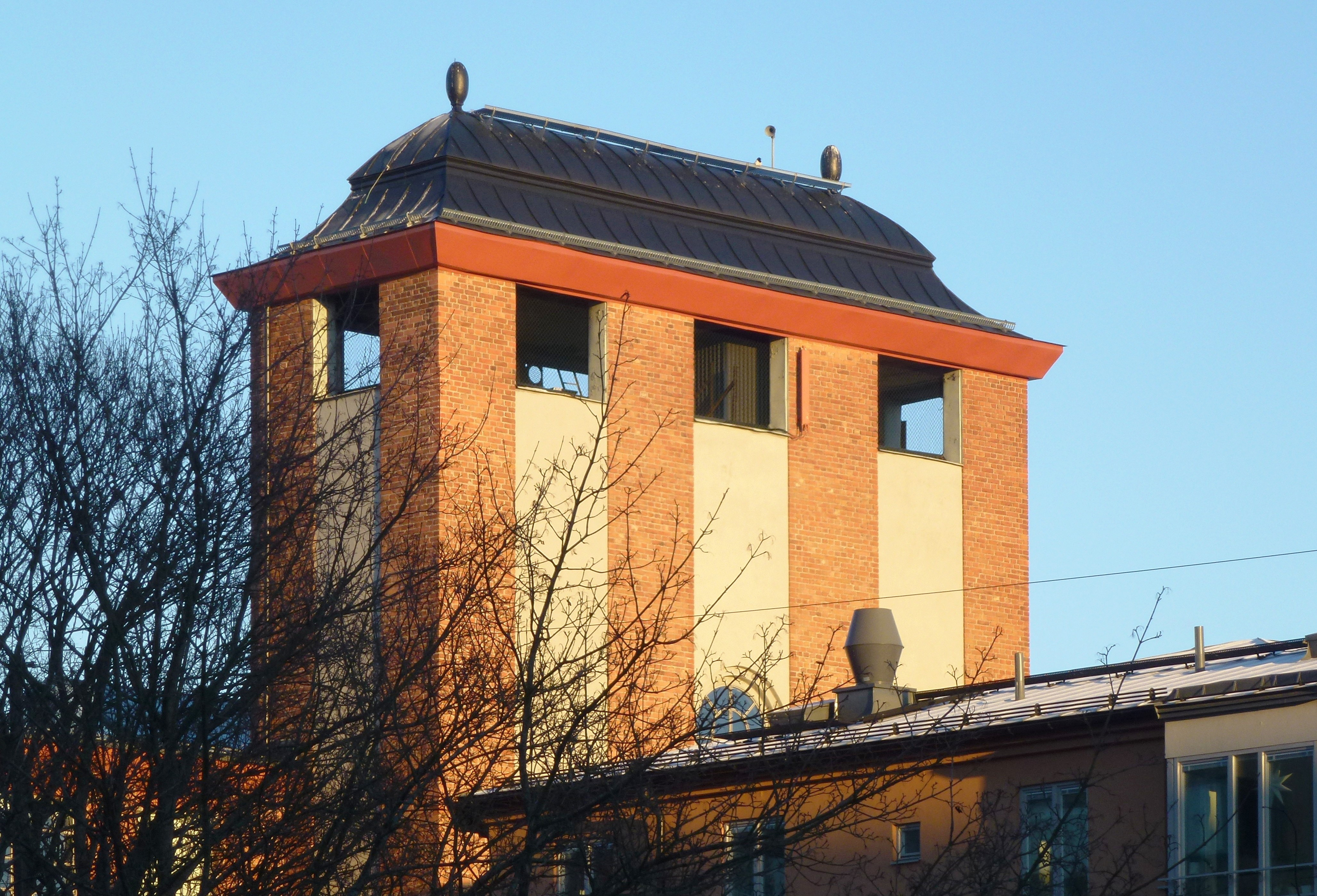
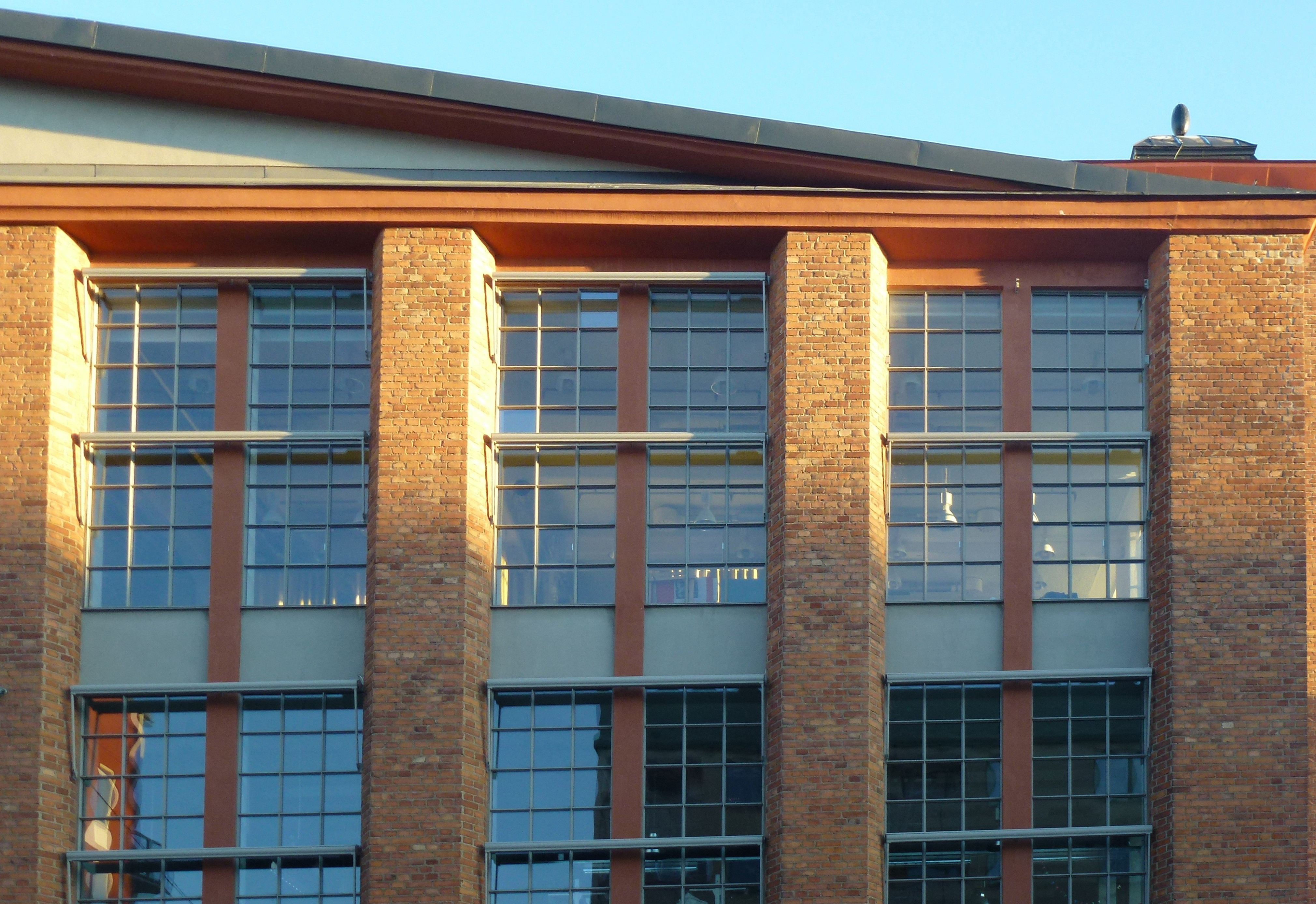
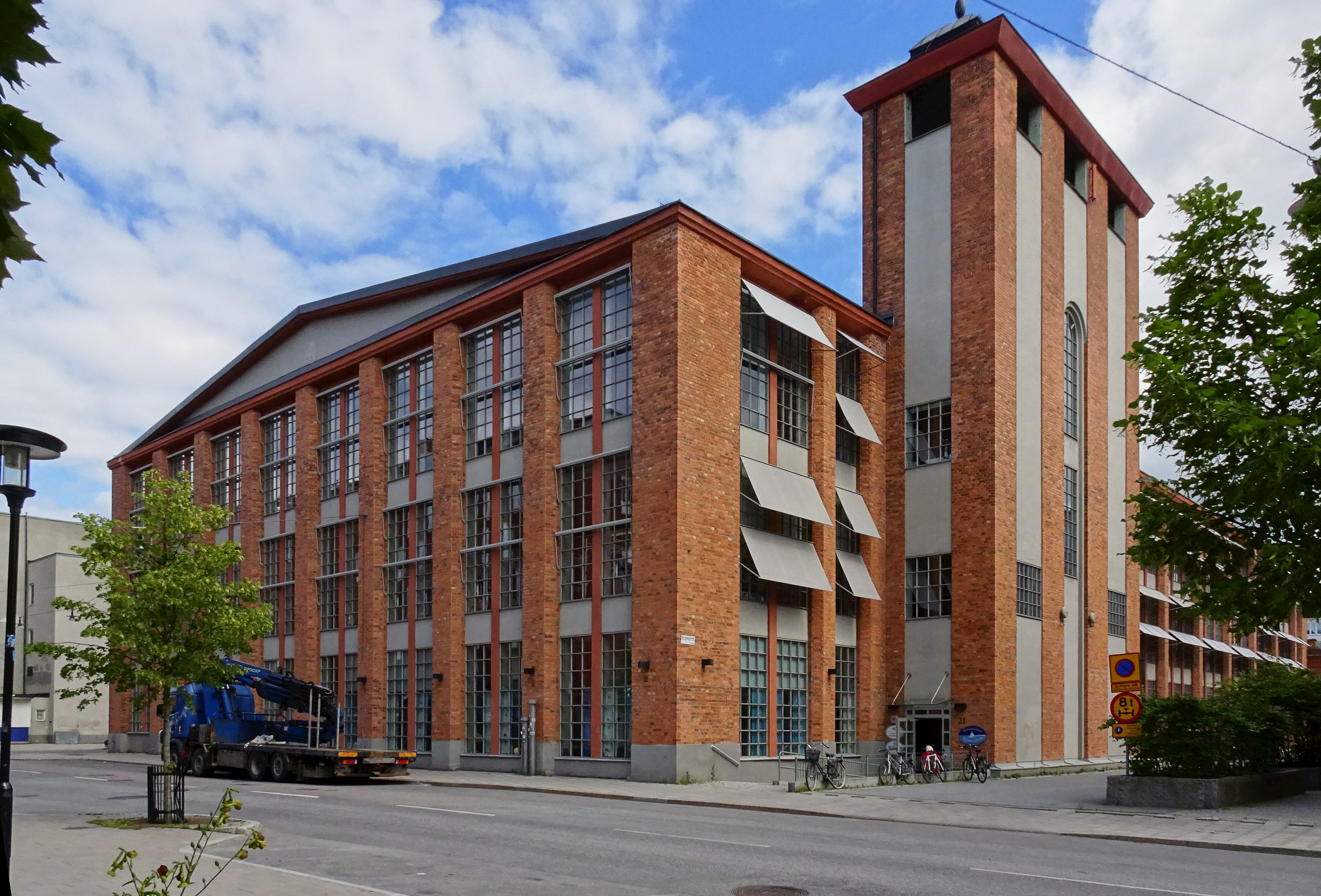
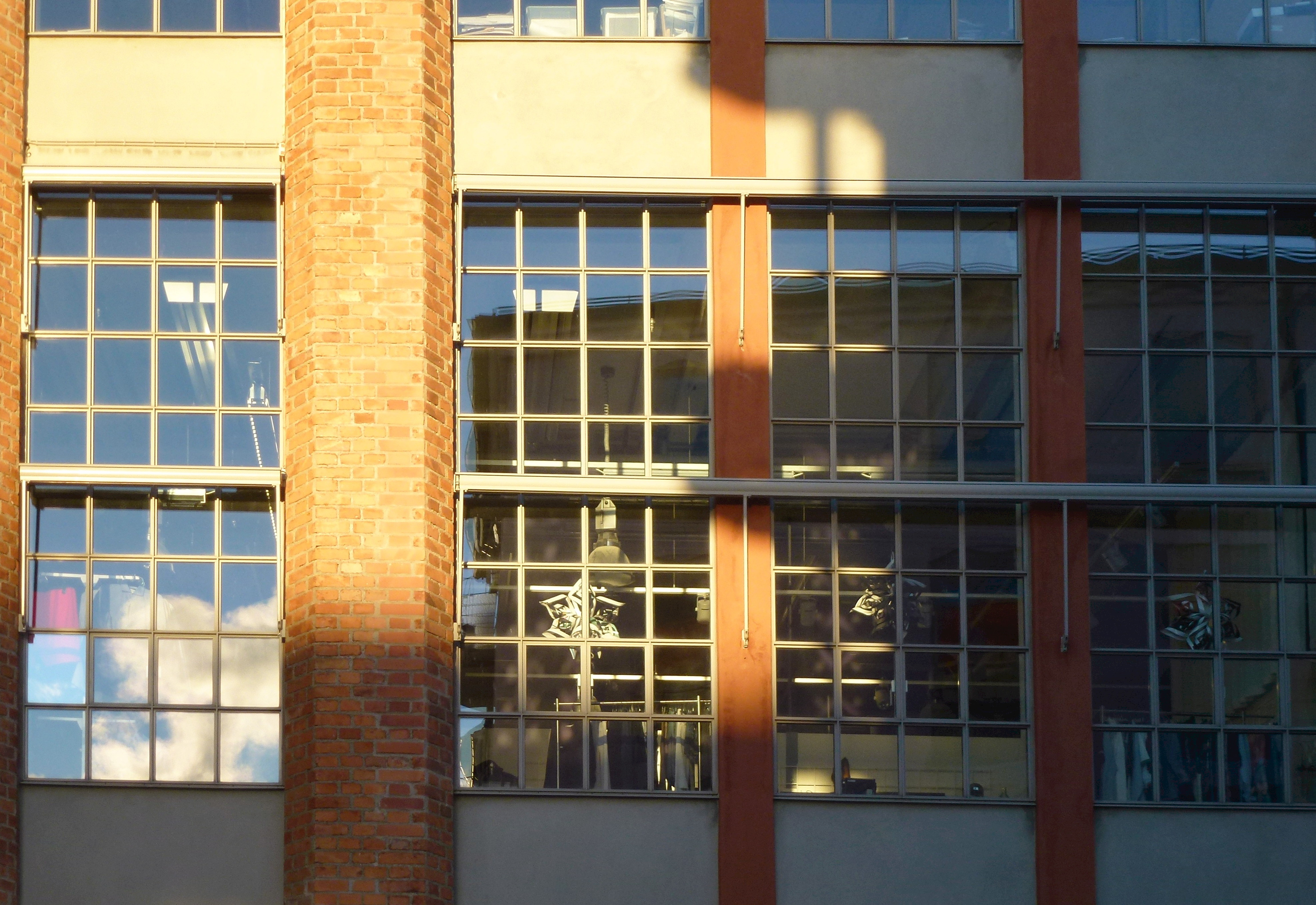
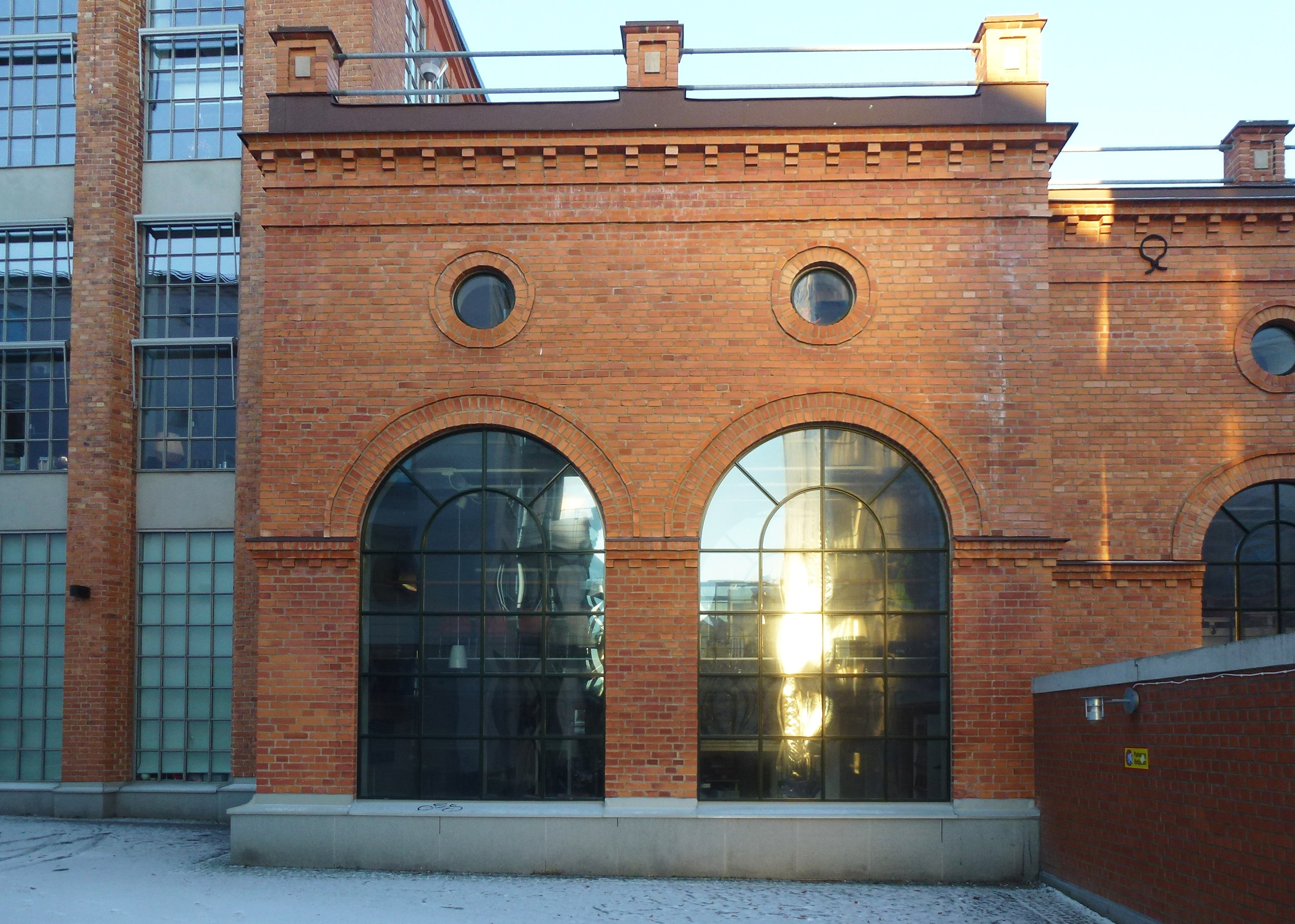